# 国家リトアニア語委員会
国家リトアニア語委員会（こっかリトアニアごいいんかい、リトアニア語: Valstybinė lietuvių kalbos komisija）は、セイマスの下に設立されたリトアニア語の文法や語彙を定める国家組織。通称VLKK。英語での公式表記はThe State Commission of the Lithuanian Language。

## 組織
1993年3月25日に制定された国家リトアニア語委員会に関する法律（Law on the Status of the State Commission of the Lithuanian Language、2001年11月20日改正）に基づき運営されている。メンバーは、教育科学文化委員会（the Committee on Education, Science and Culture）の推薦を受けてセイマスにより任命される。委員会は17人で構成され、任期は5年。会議は少なくとも月に一度開かれ、出席するメンバーの3分の2以上の賛成により決議される。委員会での決定は国家と地方自治体、リトアニア内で運営されているすべての役所、組織、企業に適用される。

## 歴史
1961年に非政府組織としてリトアニア科学アカデミー後援のもとで設立されたが、幾度となくソヴィエト当局により活動中止を余儀なくされた。国営の組織としては1990年にリトアニア最高会議常任幹部会の後援を受けて設立された。

## 活動内容
国家語法（the Law on the State Language）に関する問題の解決、リトアニア語の規定への指示の作成、リトアニア語の標準化と成文化に関する問題の解決、辞書や参考書、教科書などもっとも言語の標準化に関わる出版物の評価と承認。1995年から2001年までは言語視察団（the Language Spectorate）は委員会の一部であったが、2001年以降は独立して運営されている。